# Команди й організації Кіновсесвіту Marvel
Кіновсесвіт Marvel (КВМ) — американська медіа-франшиза та загальний усесвіт, зосереджений на фільмах про супергероїв та інших серій, у яких головні ролі виступають різні титуловані супергерої, незалежно вироблені Marvel Studios та засновані на персонажах, які з’являються в американських коміксах, виданих Marvel Comics. Спільний усесвіт, як і оригінальний усесвіт Marvel у коміксах, був створений шляхом перехрещення загальних елементів сюжету, налаштування, акторського складу та персонажів. У ході фільмів і пов’язаних із ними засобів масової інформації (наприклад, міні-серіалу Disney+) було сформовано кілька команд і організацій, кожна з яких має різні цілі.

## Команди та фракції

### Месники

Логотип Месників

Месники — центральна команда головних героїв-супергероїв «Саги нескінченности» у Кіновсесвіті Marvel. Створена Ніком Ф’юрі та очолювана, головним чином, Стівом Роджерсом, команда є організацією зі Сполучених Штатів, що складається в основному з вдосконалених людей, які прагнуть захистити світ від загроз. Месники діють у штаті Нью-Йорк; починаючи з вежі Месників уМідтауні, а згодом із комплексу Месників у північній частині штату Нью-Йорк.
Вони були затизерені у фільмі 2008 року «Залізна людина», в якому Нік Ф’юрі згадував «Ініціативу Месників» у сцені після титрів. Команда вперше з'явилася в «Месниках» (2012), до складу якої входять Тоні Старк, Стів Роджерс, Тор Одінсон, Брюс Беннер, Наташа Романова та Клінт Бартон. Серія, яку зобразив Джосс Відон, в основному заснована на Ultimates of Ultimate Marvel, за винятком двох класичних засновників, Гігантської людини й Оси. У «Месниках: Ера Альтрона» Джеймс Роудс, Сем Вілсон, Віжен і Ванда Максимова приєднуються до Месників у новому складі команди, яку очолює Роджерс. У Капітані Америка: Громадянська війна Месники розпадаються на дві команди, одну на чолі з Роджерсом, а іншу зі Старком. У «Месниках: Війна нескінченності» Месники борються з Таносом, і Старк офіційно робить Пітера Паркера членом команди. У «Месниках: Завершення» через п’ять років після подій «Війни нескінченності» Небула, Ракета, Керол Денверс та Скотт Ленґ також приєднуються до Месників.
Месники з'являються у фільмах Месники, Месники: Ера Альтрона, Капітан Америка: Громадянська війна, Месники: Війна нескінченности, Капітан Марвел і Месники: Завершення; а також серіал Disney+ «Локі» (архівні кадри). В альтернативній часовій шкалі, дослідженій у третьому епізоді «А що як...?», майже всі Месники вбиваються Генком Пімом / Жовтим Жакетом до того, як команда може бути зібрана, тоді як у п'ятому епізоді багато членів команди були перетворені на зомбі. Окремі члени Месників є центральними персонажами майже всіх фільмів КВМ.

### Діти Таноса
Діти Таноса були елітною командою могутніх людей, які використовували свої здібності, щоб служити своєму прийомному батькові Таносу. Як злісні генерали Таноса, вони допомагали йому в його місії знайти й використати силу Камені нескінченності. Танос усиновив шістьох відомих дітей: Ебоні Мо, Проксіму Міднайт, Корвуса Ґлейва, Кулла Обсидіана, Ґамору і Небулу, і навчив їх способам бою, перетворивши кожного з них на смертельного воїна. Ґамора і Небула звернулися проти Таноса, а решта його дітей продовжували вірно служити йому. У 2018 році, коли Танос розпочав свій хрестовий похід, щоб отримати шість каменів нескінченности, він посилає їх на Землю, щоб отримати Камені часу та розуму. Мо та Обсидіан намагаються видалити першу з «Ока Аґамотто» Доктора Стренджа, тоді як Ґлейв і Міднайт намагаються викрасти Камінь розуму у Віжена, але кожного з них вбивають члени Месників. П’ять років потому альтернативні версії Дітей Таноса з 2014 року подорожують у часі до 2023 року та беруть участь у битві між силами Таноса та Месниками, Вартожами Галактики, Майстрами містичних мистецтв іСпустошувачами. Обсидіан і Ґлейв загинули під час битви, а Мо і Міднайт розпадаються після того, як Старк використовує Камені нескінченності, щоб клацнути пальцями.  Альтернативна версія, показана в «А що як...?» показує, як Танос програв команду Колекціонеру, коли став добрим.
Вони з'явилися у фільмах «Месники: Війна нескінченності» та «Месники: Завершення»; а також мультсеріал Disney+ «А що як...?», у якому вони згадуються як Чорний орден.

### Дора Мілаж

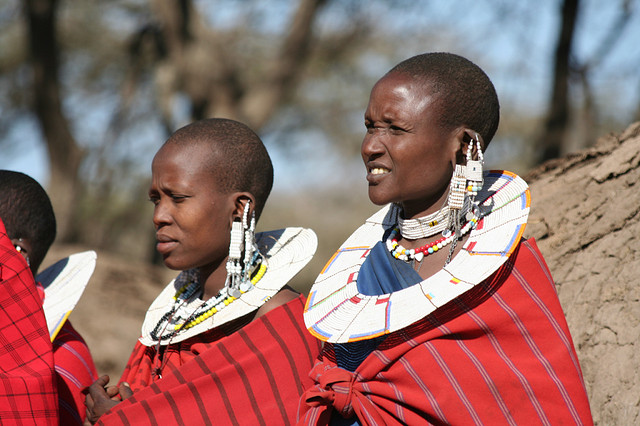
Народ масаї Кенії надихнув близько 80% дизайну Дора Мілаж.

Дора Мілаж, також відома просто як Дора, є елітною організацією жіночих охоронців і спецпідрозділів Ваканди. Нинішній генерал - Окоє. Флоренс Касумба зображує Айо, членкиню Дора Міладже, у фільмі Капітан Америка: Громадянська війна, як охоронця Т'Чалли. Далі вони з'являються в Чорній Пантері. Флоренс Касумба повторює її роль, Данай Ґуріра зображує  і Сідель Ноель зображує Ксолісу, а неназвану Дору Мілаж зображують Марія Ебні, Джанешія Адамс-Ґіньярд, Марія Іполіт, Марі Мурум, Дженель Стівенс, Зола Вільямс, Крістін Голлінґсворт і Шонетт Рене Вілсон.  Після того, як Кіллмонґер захопив Ваканду і, здавалося б, вбив Т'Чаллу, Дора Мілаж неохоче підтримують його, оскільки повинні залишатися вірними трону. Після повернення Т'Чалли Дора Мілаж бореться з Кіллмонґером, хоча Ксолісва в цьому процесі вбивається. У 2018 році Дора Мілаж приєднується до Месників, захищаючи Ваканду від сил Таноса, а в 2023 році вони знову битимуться з силами Таноса. У 2024 році, після того, як Бакі Барнс вириває Гельмута Земо з в’язниці, Дора Мілаж переслідує останнього, і зрештою захоплює його, перш ніж відправити на Пліт. Айо радить Барнсу не повертатися до Ваканди деякий час, хоча він може попросити їх створити костюм для Сема Вілсона.
Вони знялися у фільмах Капітан Америка: Громадянська війна, Чорна пантера, Месники: Війна нескінченності та Месники: Завершення; а також телесеріал Disney+ «Сокіл і зимовий солдат» і «А що як...?».

### Колишні співробітники Stark Industries
Колишні співробітники Stark Industries — це група незадоволених колишніх співробітників Stark Industries під керівництвом Квентіна Бека. До групи також входять такі члени, як Вільям Ґінтер Ріва, який служив у Stark Industries під керівництвом Обадії Стейна. Група спеціалізується на використанні BARF, технології доповненої реальности, створеної Беком для Тоні Старка, використовуючи її, щоб спроєктувати Бека як героя, відомого як Містеріо, для перемоги над ілюзіями, відомими як Елементалі.
Вони знялися у фільмі «Людина-павук: Далеко від дому».

### Вартові Галактики

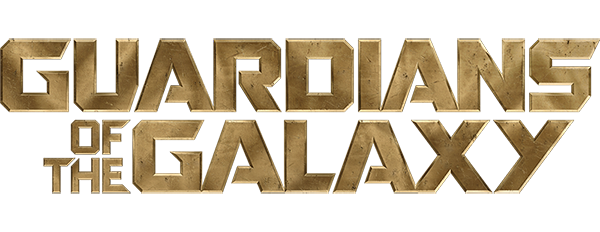
Логотип франшизи «Вартові Галактики».

Вартові Галактики — група розбійників, які об'єдналися, щоб захистити галактику від загроз. Членами-засновниками групи є Зоряний лицар, Ґамора, Дрекс, Ракета та Ґрут. Склад команди пізніше розширено з додаванням Мантіс у той час як тимчасово допомагали Йонду Удонта і Небула в їх боротьбі проти Еґо. Також Краґлін допомагає команді у фінальному протистоянні. Через чотири роки вони допомагають Тору та Месникам протистояти Таносу в його спробі зібрати шість каменів нескінченности. Таносу вдається зібрати всі камені, вбивши Ґамору в процесі, і розпасти половину всього життя у всесвіті, серед його жертв є Зоряний лицар, Дрекс, Богомол і Ґрут, а врятовані лише Ракета і Небула. Після того, як Танос знищив Камені та був страчений Тором, Ракета та Небула допомагають Месникам подорожувати назад у часі, щоб отримати Камені Нескінченности з минулого. Вони успішні, але Танос 2014 року дізнається про присутність цієї іншої Небули і захопив її, відправивши Небулу 2014 року в 2023 рік. Небула 2014 року телепортує Таноса в 2023 рік, де він знищує штаб Месників, щоб отримати Камені, щоб убити весь усесвіт. Небула успішно переконує Ґамору 2014 року приєднатися до неї в протистоянні Таносу, і вбиває свій варіант 2014 року, хоча Ґамора 2014 року не має емоційного зв’язку з Квілом. Об’єднаним силам Месників, Вартових і всіх їхніх союзників вдається відбити його сили та вбити Таноса раз і назавжди. Після цього Тор приєднується до Вартових, жартома кажучи, що вони тепер «Асґардці Галактики », і жартома сперечається із Зоряним лицерем щодо командування командою.
Вони з'явилися у фільмах «Вартові Галактики», «Вартові Галактики 2», «Месники: Війна нескінченності», «Месники: Завершення», «Тор: Кохання та грім» та «Вартові Галактики 3»; а також мультсеріалах Disney+ «А що як...?» і «Я є Ґрут».

### Вартові мультивсесвіту
Вартові мультивсесвіту — це група, що складається з супергероїв і суперлиходіїв з усього мультивсесвіту. Група була зібрана Спостерігачем з метою зупинити альтернативну версію Альтрона від знищення мультивсесвіту. Учасниками групи є Пеґґі Картер / Капітан Картер, Т'Чалла / Зоряний Лорд, Тор, Ерік «Кілмонґер» Стівенс, Ґамора, Наташа Романова / Чорна Вдова та Стівен Стрендж / Верховний Доктор Стрендж. Після тривалої битви команда перемагає Альтрона, але Кіллмонґер вступає в поєдинок з Арнімом Золою за Камені нескінченности. Потім Верховний Стрендж застосовує заклинання, яке ув’язнює обох у кишеньковому вимірі, перш ніж команда буде розпущена, і Спостерігач повертає їх у свої всесвіти. Однак Романова переноситься в інший усесвіт, оскільки її власний всесвіт був знищений Альтроном.
Вони з'явилися в мультсеріалі «А що як...?».

### Ревуча команда
Ревуча команда — елітна бойова одиниця, яку під час Другої світової війни очолював Капітан Америка. Наприкінці війни та після очевидної загибелі Капітана Америки їхній підрозділ продовжував діяти й очолював Дум Дум Дуґан. Уперше вони представлені в «Капітан Америка: Перший месник». Вони складалися з чоловіків, звільнених Роджерсом з табору для в’язнів Гідри. До їх числа входять Бакі Барнс, Дам Дум Дуґан, Ґейб Джонс, Монтґомері Фолсворт, Джим Моріта та Жак Дерньє. У Агентах Щ.И.Т.а команда використовує старе спорядження Ревучої команди, надане агентом Антуаном Тріплеттом, який є онуком одного з членів Ревучої команди. Командир Дуґан і Моріта також повертаються у спогадах на чолі з Пеґґі Картер. Вони також з'являються в «Агентці Картер». Поряд з Дум Дум Дуґаном, серед інших учасників, які з’являються, є Геппі Сем Соєр, Джуніор Джуніпер та Пінкі Пінкертон.
Вони з'явилися у фільмі «Капітан Америка: Перший месник» і «Агентка Картер», а також у мультсеріалі Disney+ «А що як...?».

### Дикі Месники
Дикі Месники — це команда колишніх в’язнів Сакаара, зібрана Тором, щоб втекти з планети й перемогти Гелу. Команда складалася з Тора, Локі, Галка, Валькірії, Корґа і Мієка. За винятком Локі, якого задушив Танос, команда пережила Раґнаок і напад на корабель Стейтсмен.
Вони з'явилися у фільмі «Тор: Раґнарок» і серіалі Disney+ «Локі» (архівні кадри).

### Салемський ковен
Салемський ковен був шабашом відьом, який базується в Салемі, штат Массачусетс. У 1693 році під час судів над відьмами в Салемі ковен привів до лісу одну зі своїх членів, Аґату Гаркнесс. Вона благала, щоб її пощадили, але була прив’язана до дерев’яного стовпа чарівними кайданами. Еванора Гаркнесс, її мати, запитала, чи вона відьма, у чому Аґата зізналася. Еванора відповіла, що вона зрадила свій шабаш і вкрала знання вище свого місця, і що вона практикувала найтемнішу магію, що Аґата не заперечувала. Відьми намагалися вбити Аґату енергетичними променями, коли Аґата благала Еванору. Аґата продовжувала плакати, доки її сили не взяли верх, і вона не змінила дію променів на відьом і не вбила їх. Аґата вирвалася зі стовпа і вбила Еванору, перш ніж зняти брошку з трупа матері й полетіти.
Він з'явився в серіалі Disney+ «ВандаВіжен».

### Команда Стакара Оґорда
Команда Стакара Оґорда — це команда Спустошувачів на чолі зі Стакаром Оґордом. Серед інших учасників – Йонду Удонта, Алета Оґорд, Чарлі-27, Мартінекс, Мейнфрейм і Круґарр. Зрештою команда розпалася, але була возз'єднана після смерти їхнього колишнього товариша по команді Йонду.
Вона з'явилася у фільмі «Залізна людина 3».

### Старфорс
Старфорс є елітним військової завданням сила складається з кваліфікованих крі-воїнів на чолі з Йон-Роґґом у службі Імперії крі. Верс, Корат, Мін-Ерва, Капітан Ат-Лас і Брон-Чар складають команду і на чолі з Йон-Рогг. Уперше група відправляється на планету Торфа, щоб врятувати розвідника крі на ім’я Со-Ларр. Це призводить до засідки скрулів під керівництвом Талоса, в результаті якої Верс потрапляє в полон. Коли Верс тікає на Землю і вступає в контакт з Йон-Роґґом, Старфорс прямує на Землю. Після переговорів з Талосом і виявлення біженців скрулів, яких ховала Мар-Велл, прибуває Старфорс і бере скруллів, Ніка Ф'юрі, Марію Рамбо та Ґуся в полон, тоді як Верс, у її відновленій особистості Керол Денверс, поміщається у в'язницю Вищим Розумом. Вирвавшись на свободу і перегрів імплант, що обмежував її здібності, Керол Денверс бореться зі Старфорсом і солдатами крі разом з ними, щоб врятувати Ніка Ф'юрі, Марію Рамбо і скрулів, внаслідок чого більшість ворожих крі або вбита, або виведена з ладу.
Вони знялися у фільмі «Капітан Марвел».

### Командний центр стратегічних операцій
Командний центр стратегічних операцій, також відомий під акронімом SOCC, був спеціальною групою, очолюваною Таддеусом Россом, щоб полювати на Галка. У складі армії Сполучених Штатів SOCC вистежила Беннера в Ріо-де-Жанейро, Бразилія, і намагалася заарештувати його, але Беннер перетворюється на Галка і йому вдається втекти. Потім SOCC протистоять Галку в коледжі Ґрейберн і заарештовують Беннера, але змушені стати з ним тимчасовими союзниками під час його битви з Гидотою в Гарлемі.
Він з'явився у фільмі «Людина-павук: Додому шляху нема».

### Валькірії
Валькірії були групою жінок-асґардських воїнес, які служили під керівництвом Одіна. Описані Тором як «легенда», Валькірії були присягнуті захищати трон і літати на пегасах. Під час однієї зі своїх місій, вони були послані Одіна Гель, щоб запобігти його дочці, Гелі, від втечі. Однак Гела поодинці вбила всіх Валькірій, крім однієї, до того, як Одін прийшов і зупинив її. Глибоко травмований досвідом, єдиним залишилися в живих Валькірія залишає Асґард і стає мисливцем за головами, служачи Ґрандмейстера на Сакаарі як «Scrapper 142».
Він з'явився у фільмі «Людина-мураха і Оса».

### Троє воїнів
Троє воїнів — це група асґардських воїнів/авантюристів, до складу яких входять Гоґун, Фандрал і Вольстаґґ, причому Фандрала спочатку зобразив Джошуа Даллас, Гоґуна — Таданобу Асано, а Вольстаґґа — Рей Стівенсон. Вони часто б'ються разом з Тором і леді Сіф. Пізніше Закарі Лівай замінив Джошуа Далласа в ролі Фандрала. Зрештою вони були вбиті Гелою під час її захоплення Асґарда.
Вони знялися у фільмах «Тор», «Тор: Царство темряви» і «Тор: Раґнарок»; а також мультсеріал Disney+ «А що як...?».

## Компанії

### Advanced Idea Mechanics
Advanced Idea Mechanics, більш відома під абревіатурою AIM, була компанією з наукових досліджень і розробок, яку заснував Олдріч Кілліан. У 1999 році Кілліан спробував завербувати Тоні Старка, але зазнав невдачі, і замість цього до нього звернулася Мая Гансен, яка погодилася приєднатися до організації та розробити технологію генетичних маніпуляцій екстремісу. Протягом багатьох років AIM зібрав армію солдатів з екстремісом, але багато з них стали нестабільними і вибухнули. Щоб приховати нещасний випадок, Кілліан найняв актора-невдаха Тревора Слеттері, щоб він видавався за Мандарина і взяв на себе відповідальність за «атаки». Дії Мандарина зрештою привернули увагу Тоні Старка, чий особняк пізніше був зруйнований AIM, а Кілліан викрав президента США Метью Елліса. Кілліана зупиняють Старк і Джеймс Роудс, а потім його вбиває Пеппер Паттс.

### Bestman Salvage
Bestman Salvage була компанією, що базується в Нью-Йорку, якою володів і керував Адріан Тумс, і складалася з нього самого як боса, а також Фінеаса Мейсона, Германа Шульца та Джексона Брайса як співробітників. Ця компанія припинила свою діяльність після того, як Департамент контролю збитків перебрав їхні контракти. Це призводить до того, що Тумс вибирає злочинне життя, щоб утримувати свою сім'ю.

### Bishop Security
Bishop Security — це охоронна компанія, що належить і керується родиною Бішопів у Нью-Йорку.
Вони з'явилися в серіалі Disney+ Hawkeye.

### F.E.A.S.T.
Food, Emergency Aid, Shelter & Training, більш відома під акронімом F.E.A.S.T., є американською некомерційною благодійною організацією. У 2024 році Мей Паркер працювала на FEAST, щоб нагодувати бідних і голодних у Нью-Йорку.

### Hammer Industries
Hammer Industries — американська компанія з виробництва зброї, яку раніше очолював Джастін Гаммер до його арешту на виставці Stark Expo. Після безпрецедентного оголошення Тоні Старка про те, що його компанія більше не вироблятиме зброю, Hammer Industries отримала контракт на постачання зброї для Збройних сил США. Однак, незважаючи на його заяви, більшість зброї, виробленої Hammer Industries, є дефектними або слабкими.

### Pym Technologies
Pym Technologies була багатонаціональною технологічною та науково-дослідницькою компанією, заснованою Генком Пімом, а потім перейшла до його протеже Даррену Кросу. Після свого відходу з Щ.И.Т.а Пім заснував компанію для вивчення квантової механіки, але пізніше Крос і його дочка Гоуп ван Дайн виключили його зі своєї компанії. Одержимий відтворенням легендарних частинок Піма, Кросс зрештою досяг успіху і створив костюм Жовтого жала, сподіваючись продати його військовим або терористичним організаціям і плануючи перейменувати компанію Cross Technologies. Зрештою його зупиняють Пім, Гоуп ван Дайн і Скотт Ленґ, а штаб-квартира компанії була знищена.
Вони знялися у фільмі «Доктор Стрендж».

### Roxxon Corporation
Roxxon Corporation — це великий промисловий конгломерат, який часто вступає в конфлікт із Щ.И.Т.ом та іншими супергероями через свою готовність використовувати неетичні методи.
Вона з'явилася у фільмах «Залізна людина», «Залізна людина 2» і «Залізна людина 3» ; The Marvel One-Shot A Funny Thappened on the Way to Thor's Hammer ; а також серіали ABC «Агенти Щ.И.Т.» і «Агентка Картер», серіали Netflix «Шибайголова», серіали Freeform «Плащ і Кинджал», Hulu серіали «Гелстром» і Disney+ серіали «Локі».

### Stark Industries
Stark Industries — це компанія, заснована Говардом Старком і пізніше передана Тоні Старку. Під час Другої світової війни молодий Говард Старк допомагає Стратегічному науковому резерву в їх програмі Super Soldier і надає ключову допомогу Стіву Роджерсу та агенту Пеґґі Картер. Логотип Stark Industries змінено, щоб відповідати періоду 1940-х років. Коли Тоні стає генеральним директором, компанія має логотип, подібний до логотипів Northrop Grumman і Lockheed Martin, і рекламується як розробка багатьох із тих самих систем озброєння, за розробку яких відповідає Lockheed Martin, наприклад F-22 Raptor і F-16 Fighting Falcon. Після смерти батька Тоні, Говарда, Обадая Стейн стає генеральним директором і пізніше зрікається престолу, коли Тоні стає достатньо дорослим, щоб керувати компанією. Після повернення з Афганістану Старк оголошує, що закриває підрозділ зброї компанії, через що акції компанії впали приблизно на 40,7%.
У 2010 році генеральним директором компанії стає Пеппер Поттс, коханка Старка і можлива дружина. Компанія Stark Industries вперше з 1974 року провела відому виставку Stark Expo у Флашінг Медоуз. У 2012 році Тоні Старк відкриває вежу Старка в Нью-Йорку. Після вторгнення Читаурі майже всі написи, що утворюють слово «STARK» збоку вежі, відпадають, залишаючись лише «А» — дзеркальне зображення логотипу Месників, яке пізніше замінить напис. У 2013 році Пеппер все ще є генеральним директором Stark Industries, а Геппі Гоґан — керівником служби безпеки. Гепі звертається до позакамерного секретаря на ім’я Бембі, посилаючись на Бембі Арбогаста. Пізніше повідомляється, що компанія розробила крилаті льотні спорядження Сема Вілсона, а також перероблені двигуни Helicarriers. Після розпуску Щ.И.Т.а Марія Гілл претендує на посаду у відділі кадрів компанії Stark Industries.
Компанія також має негативний вплив: Ванда і П’єтро Максимові згадують своє дитинство у вигаданій країні Соковія, де квартира, в якій жила сім’я Максимових, була атакована з мінометів виробництва Stark Industries, у результаті чого загинули їхні батьки. Це виявилося б основою їхньої ненависти до Старка.
Колишній склад Stark Industries пізніше стає новою штаб-квартирою Месників. У 2016 році стало відомо, що Damage Control є спільним підприємством між Stark Industries та урядом США для очищення Нью-Йорка після вторгнення. У 2024 році група незадоволених колишніх співробітників Stark Industries на чолі з Квентіном Беком створює сфабрикованого супергероя на ім'я Містеріо, використовуючи технологію Stark Industries, щоб спричинити хаос, але їх зупинив Пітер Паркер.
Вона з'явився у фільмах «Залізна людина», «Неймовірний Галк», «Залізна людина 2», «Капітан Америка: Перший месник», «Месники, Залізна людина 3», «Капітан Америка: Зимовий солдат», «Месники: Ера Альтрона», «Людина-мураха», «Капітан Америка: Громадянська війна», «Людина-павук: Повернення додому», «Месники: Війна нескінченності», «Месники: Завершення», «Людина-павук: Далеко від дому» та «Людина-павук: Додому шляху нема»; Marvel One-Shot The Consultant ; а також серіали ABC «Агенти Щ.И.Т.» і «Агентка Картер» і серіали Disney+ «ВандаВіжен» і «А що як...?».

### TheDailyBugle.net
TheDailyBugle.net — це сенсаційне видання новин, створене за зразком InfoWars, зі штаб-квартирою в Нью-Йорку та ведучим Дж. Джоною Джеймсоном. У 2024 році сайт опублікував підроблені кадри, що звинувачують Людину-павука у смерті Містеріо, і розкрив його таємну особу як Пітера Паркера. Бетті Брант представлена як стажер компанії у фільмі «Людина-павук: Додому шляху нема».
Він з'явився у фільмах КВМ «Людина-павук: Далеко від дому» і «Людина-павук: Додому шляху нема», серії однойменних відеороликів про вірусний маркетинг на YouTube і TikTok, а також у сцені в середині титрів фільму «Веном 2: Карнаж».

### WHIH World News
WHIH World News — це телевізійна мережа та дочірня компанія VistaCorp, яка повідомляє політичні, наукові та розважальні новини. Його програму WHIH Newsfront ведуть Крістін Евергарт і Вілл Адамс. Протягом багатьох років він висвітлював історії про вибухи в Соковії, прес-конференцію Тоні Старка «Я Залізна людина», церемонію відкриття Stark Expo 2011, зіткнення між Галком та військовими в університеті Калвера, наслідки від повстання Гідри і т.д.
Вона з'явилася у фільмах «Неймовірний Галк», «Залізна людина 2», «Чорна вдова» і «Вічні»; серіали ABC «Агенти Щ.И.Т.а» і «Нелюди», серіали Netflix «Шибайголова», «Джессіка Джонс», «Люк Кейдж», «Залізний кулак» і «Каратель», серіали Hulu «Втікачі» та серіали Disney+ «ВандаВіжен» і «Сокіл і зимовий солдат»; і є головним фокусом вебсеріалу WHIH Newsfront, який послужив вірусною маркетинговою кампанією для «Людина-мураха» та «Капітан Америка: Громадянська війна».

### Консультанти з безпеки X-Con
X-Con Security Consultants — це охоронна компанія, заснована Скоттом Ленґом, Луїсом, Дейвом і Куртом. Поки Скотт перебуває під домашнім арештом за порушення Соковійських угод, ним керує Луїс.
Він з'явився в серіалі Disney+ «ВандаВіжен».

## Злочинні організації

### Розбивачі прапорів
The Flag Smashers  — це команда анархістів, які виступають проти всіх форм націоналізму, вважаючи, що під час Бліпу життя було кращим. Група публікує повідомлення на онлайн-форумах і залишає підказки по всьому світу за допомогою доповненої реальності. На чолі з Карлі Моргентау, його члени збільшили силу завдяки прийому сироватки суперсолдата, наданої їм Силовим брокером. Згодом вони включають Power Broker, який пізніше з’ясувалося, Шерон Картер.
Вони з'явилися в серіалі Disney+ «Сокіл і зимовий солдат». 

### Гідра
«Гідра» — колишній науково-дослідний відділ нацистської партії Адольфа Гітлера та прихована терористична організація, відповідальна за проникнення в Щ.И.Т. протягом сучасності. Гідра була створена Гітлером, щоб використовувати методи створення передової зброї для перемоги у Другій світовій війні. Спочатку під керівництвом Йоганна Шмідта Гідра придбала Тесеракт і провела дослідження, щоб використати енергію, яку він виділяв, для живлення зброї. Відданість Гідри своїм нацистським начальствам стала лише поверхневою; оскільки Шмідт мав намір використати потенціал Тесеракта для повалення Гітлера і, зрештою, світу, вважаючи, що людству не можна довіряти його власну свободу. Однак під час війни Гідра дізналася, зокрема через напади Стіва Роджерса на їхні операції, що людство завжди буде боротися за свою свободу. Після зникнення Шмідта і успішних спроб Роджерса зруйнувати плани Шмідта атакувати міста по всьому світу Гідра зазнала поразки і впала. Після Другої світової війни Щ.И.Т. був заснований колишніми членами Стратегічного наукового резерву та використовував операцію «Скріпка», набираючи колишніх вчених Гідри, які мають стратегічну цінність. Як частина процесу, Арнім Золя був завербований, а потім згодом почав таємно реформувати Гідру зсередини Щ.И.Т.. Діючи стримано в Щ.И.Т., Гідра влаштовувала політичні перевороти, війни (включаючи холодну війну) та вбивства (включаючи Говарда та Марії Старк)., який має намір дестабілізувати світові уряди та змусити людство відмовитися від своєї свободи в обмін на безпеку. Пізніше Роджерс розкрив дії Гідри, коли Щ.И.Т. впав, а їх залишки були переслідувані та розбиті Месниками та іншими агентами Щ.И.Т..
Він з'явився у фільмах «Капітан Америка: Перший месник», «Капітан Америка: Зимовий солдат», «Месники: Ера Альтрона», «Людина-мураха», «Капітан Америка: Громадянська війна» і «Месники: Завершення»; а також серіали ABC «Агенти Щ.И.Т.» і «Агентка Картер» і серіали Disney+ «ВандаВіжен», «Сокіл і зимовий солдат» і «А що як...?».

### Мародери
Мародери були групою космічних піратів, які скористалися знищенням Веселкового мосту в Асґарді та спричинили хаос у Дев'яти Королівствах, поки їх не зупинили Тор, Сіф, трьох воїнів та Ейнгер'яр.
Вони з'явилися у фільмі «Тор: Царство темряви».

### Спустошувачі
Опустошувачі — це міжзоряний злочинний синдикат, до складу якого входять злодіїв, контрабандистів, злочинців, бандитів, найманців, мисливців за головами та космічних піратів. У галактиці є майже сто фракцій Спустошувачів, кожна з яких очолює незалежний капітан. Їхній моральний кодекс стверджує, що Спустошувачі не крадуть інших Спустошників і не мають справу з дітьми.
Вони знялися у фільмах «Вартові Галактики», «Вартові Галактики 2», і «Месники: Завершення»; а також мультсеріал Disney+ «А що як...?».

### Десять кілець

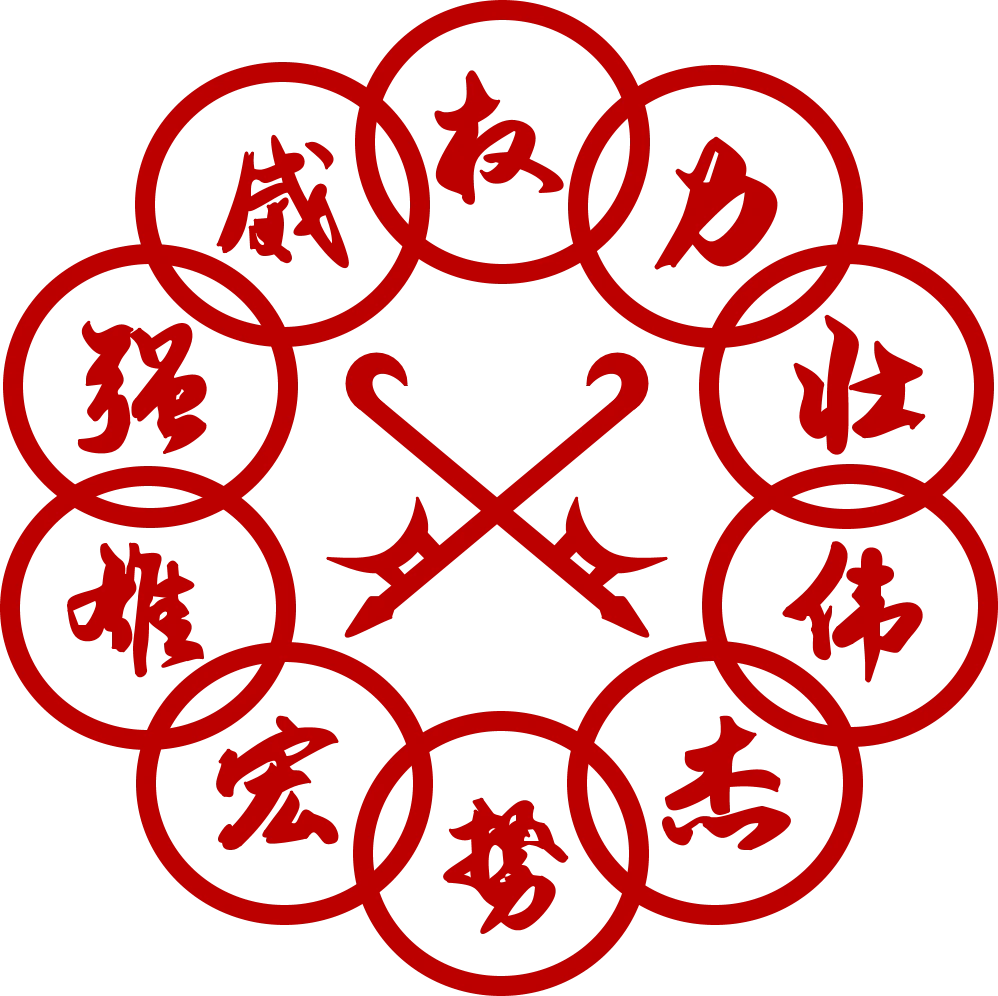
Логотип Десять кілець

Десять кілець — це таємна злочинна організація, заснована тисячу років тому безсмертним полководцем Сю Венву і названа на честь його містичних десяти кілець. Назва групи є даниною пошани десяти космічним кілець Мандарина в Marvel Comics. У 1996 році Венву розпустив організацію після одруження та створення сім'ї, але відновив діяльність Десяти кілець після смерті своєї дружини Ін Лі.
У 2010 році Обадая Стейн найняв Десять кілець для викрадення Тоні Старка в Афганістані, а осередок очолив чоловік на ім'я Раза.
Десять кілець також допомагають організувати поїздку Івана Ванька до Монако, щоб помститися Старку.
Через роки Олдріч Кілліан з AIM наймає актора Тревора Слеттері, щоб він позував Венву; не знайомий з історією Венву, Кілліан винаходить персонажа «Мандарин» для Слаттері і змушує його мимоволі транслювати пропагандистські повідомлення, в яких вимагають від імені Десяти кілець вибухи, спричинені невдалими експериментами AIM Extremis. Однак після арешту Слаттері стикається з Джексоном Норрісом у в’язниці, який показує, що він є членом групи і що «Мандарин» справжній.
Член організації також був одним із потенційних покупців Даррена Кросса на його костюм Жовтого Шершня.
Десь після 2023 року Венву починає чути голос своєї померлої дружини, яка говорить йому, що вона опинилася в пастці свого колишнього будинку, Та Ло. Венву відправляє своїх воїнів Десяти кілець, щоб захопити своїх дітей Шан-Чі та Сяолін, які віддалилися від нього, за їхні підвіски, які можуть привести його до Та Ло. Веньу і Десять кілець прибувають в Та Ло і атакують село, щоб звільнити Лі. Без відома Венву, голос Лі був голосом запечатаного Мешканець у темряві, який маніпулює ним, щоб звільнити його та його прихильників. Десять кілець укладають перемир'я з жителями села, щоб боротися з новою загрозою. Після смерти Венву Сяолін стає новим лідером Десяти кілець і починає його реструктуризацію, залучаючи більше новобранок до раніше виключно чоловічої організації.
Організація Десяти кілець була оригінальним творінням Кіновсесвіту Marvel. Організація нагадує Si-Fan з книг Сакса Ромера. У мультсеріалі «Залізна людина: броньовані пригоди» Джин Ган Мандарин веде Тонґ;  Тонґ — назва типу злочинної організації китайських іммігрантів у США. 
Вона з'явився у фільмах «Залізна людина», «Залізна людина 2», «Залізна людина 3», «Людина-мураха» та «Шан-Чі та легенда десяти кілець»; а також One-Shot All Hail the King.

### Tivan Group
Tivan Group — потужна група, яку очолює Колекціонер. Відповідальна за заснування шахтарської колонії Exitar на Knowhere, група володіє величезною владою та престижем у злочинному злочинному світі космосу.
Він з'явився у фільмах «Тор: Темний світ», «Вартові Галактики» та «Месники: Війна нескінченності»; а також мультсеріал Disney+ «А що як...?».

### Мафія в спортивках
Мафія в спортивках — це злочинна організація, що діє в Нью-Йорку, з історією боротьби з якою Ронін, зрештою, як виявилося, працює на Вілсона Фіска за наказом Маї Лопес / Ехо. У коміксах вони були відомі як спортивний костюм Дракули.
Вони з'явилися у фільмі «Чорна пантера».

### Зілоти
Зилоти були сепаратистською фракцією майстрів містичних мистецтв на чолі з Кецилієм. Кецилій і його учні, що залишилися в живих, отримали безсмертя, яких вони бажали весь час. На їхнє нещастя, попередження, на які вони не звернулися, виявилися правильними, оскільки троє були перетворені на Безглуздих і затягнені в Темний вимір, засуджених на вічні муки.

## Державні установи

### Damage Control
Департамент контролю шкоди Сполучених Штатів (DODC), який часто називають просто контролем збитків, є урядовою установою, створеною за допомогою Stark Industries для очищення після битви за Нью-Йорк. Це виводить з життя компанію Едріана Тумса Bestman Salvage.  Знову з’явилося, щоб прибрати зруйнований продуктовий магазин і банк, а через роки — затримати Пітера Паркера та допитати його тітку та друзів після того, як його особистість як Людини-павука була оприлюднена.

### Глобальна рада з репатріації
Глобальна рада з репатріації, скорочено GRC, є міжнародною організацією, заснованою світовими урядами після Blip, яка відповідає за управління ресурсами для біженців, переміщених через Blip.
Він з'явився в серіалі Disney+ «Сокіл і зимовий солдат».

### Корпус Нова
Корпус Нова — міжгалактичні військові та поліцейські сили Імперії Нова зі штаб-квартирою на планеті Ксандар. На чолі з Нова Прайм  Корпус Нова спочатку заарештовує Вартових Галактики на Ксандарі після того, як вони викликають заворушення громадськості, і відправляють їх до Кільна, безпечної в'язниці. Пізніше, під час битви за Ксандар, Корпус захищає Ксандар від Ронана Обвинувача разом із Охоронцями, але майже повністю знищений Ронаном за допомогою Каменю Сили. Після битви Корпус знищує судимість усіх опікунів на знак подяки, а Сфера передається у власність Корпусу на збереження. Чотири роки по тому Корпус Нова, як припускали, був знищений Таносом під час знищення Ксандара в пошуках Камені сили. Інші відомі члени Корпусу включають Романна Дея та Денаріана Гартана Зала.  
Кіноверсія Nova Corps діє як традиційна поліція, без згадки про Nova Force. Коли його запитали про сольний фільм Nova, Джеймс Ганн сказав: «Я думаю, що завжди є шанс на фільм Nova». 
Він з’явився у фільмі «Вартові Галактики» та анімаційному серіалі Disney+ «А що як...?». 

### Щ.И.Т
Стратегічна Інтервенційна Тактико-Оперативна Логістична Служба (англ. The Strategic Homeland Intervention, Enforcement, and Logistics Division), більш відома під абревіатурою Щ.И.Т. (англ. S.H.I.E.L.D.), — це розвідувальне агентство, засноване Пеґґі Картер, Говардом Старком і Честером Філліпсом після Другої світової війни як наступник Стратегічного наукового резерву. На початку 21 століття Нік Ф'юрі був підвищений на посаду директора секретарем Олександром Пірсом, який таємно працював на Гідру. У 2010 році агента Філа Коулсона відправили поговорити з Тоні Старком і Пеппер Поттсом після його викрадення в Афганістані, але перш ніж він встиг це зробити, Старк втягнувся в битву з Обадією Стейном у сучасному броньованому костюмі. Пізніше на прес-конференції Старк публічно оголосив себе «Залізною людиною», що спонукало Ф'юрі звернутись до нього в рамках «Ініціативи Месників ». Щ.И.Т. також був залучений до атаки армії безпілотних дронів на виставці Stark Expo, спостерігав за діяльністю доктора Брюса Беннера, був свідком прибуття Тора в Пуенте Антігуо, штат Нью-Мексико, і знайшов давно втрачене тіло Капітана Америки. У 2012 році Ф'юрі зібрав команду, яка складалася з шести незвичайних людей, відомих як Месники, у відповідь на викрадення Тесеракта Локі, що призвело до битви за Нью-Йорк. Після інциденту Ф’юрі таємно відроджує Колсона (який був убитий Локі) за допомогою проєкту TAHITI, а Роджерс приєднується до Щ.И.Т.. Під час повстання Гідри було виявлено, що Гідра таємно проникала в ЩИТ протягом багатьох років, що завершилося знищенням Тріскеліона, трьох Гелікарріерів і Проєкту Осяєння, а також крахом Щ.И.Т.а і Гідри. Щ.И.Т. був таємно відроджений Філом Коулсоном і допомагав Месникам під час битви при Соковії.
Він з'явився у фільмах «Залізна людина», «Неймовірний Галк», «Залізна людина 2», «Тор», «Капітан Америка: Перший месник», «Месники», «Капітан Америка: Зимовий солдат», «Месники: Ера Альтрона», «Людина- мураха», «Людина-мураха і Оса», «Капітан Марвел», «Месники: Завершення» і «Чорна вдова»; а також серіали ABC «Агенти Щ.И.Т.», «Агентка Картер» і серіал Disney+ «А що як...?».

#### S.T.R.I.K.E.
S.T.R.I.K.E. — це підрозділ Щ.И.Т.а, очолюваний Стівом Роджерсом, але також в нього проникли кроти Гідри, такі як Брок Рамлов. Огляд записів Щ.И.Та у «Месниках» показує, що Наташа Романова і Клінт Бартон були партнерами команди S.T.R.I.K.E. Team Delta. 
Він з'явився у фільмах «Капітан Америка: Зимовий солдат» і «Месники: Завершення»; а також серіал Disney+ «А що як...?».

### Науковий стратегічний заповідник
Стратегічний науковий резерв, або SSR, був надсекретним військовим агентством союзників під час Другої світової війни, заснованим Честером Філліпсом, Говардом Старком і Пеґґі Картер за наказом Франкліна Д. Рузвельта. Він базувався в Лондоні. Пізніше його замінив Щ.И.Т., а всі операції взяв на себе Нік Ф'юрі.
Він з’явився у фільмі «Капітан Америка: Перший месник», серіалі ABC «Агенти Щ.И.Т.» і «Агент Картер», а також у мультсеріалі Disney+ «А що як...?».

### М.Е.Ч.
Підрозділ спостереження та реагування на розумну зброю (англ. The Sentient Weapon Observation and Response Division), більш відомий під абревіатурою М.Е.Ч. (англ. S.W.O.R.D.), — це розвідувальне агентство, засноване Марією Рамбо. У 2020 році Рембо померла від раку, що спонукало Тайлера Гейворда змінити її, ставши новим в.о. Відповідно до вказівок Гейворда, М.Е.Ч. отримав труп Віжена і почав процес спроби його реактивації. У 2023 році, через два тижні після блима, Ванда Максимова створила аномалію навколо міста Веств’ю, Нью-Джерсі, що спонукало М.Е.Ч. надіслати одного зі своїх агентів, Моніку Рамбо, щоб допомогти агенту ФБР Джиммі Ву у розслідуванні. Після того, як Рамбо випадково потрапляє всередину аномалії, Гейворд та інші члени М.Е.Ч. створюють тимчасову базу реагування за межами міста, залучаючи Дарсі Льюїса для подальшого розслідування аномалії. Пізніше Гейворд успішно повторно активує Віжена через вплив сили Ванди з дрона і посилає його всередину аномалії, щоб вбити Максимову і Віжена з Гекса. Після напруженого протистояння між сім'єю Максимових, М.Е.Ч.ом і Аґатою Гаркнесс, Гейворда заарештовують, а Моніка зустрічається зі скрулом, яка видає себе за агента ФБР.
Спочатку М.Е.Ч. планувалося з’явитися у фільмі «Тор» у вилученій сцені після титрів, де Ерік Селві\ каже Джейн Фостер і Дарсі «перехресне посилання ... з базою даних М.Е.Ч.». Однак через складнощі з 20th Century Fox, яка на той час володіла правами на фільм для учасників М.Е.Ч. сцену було вирізано. Творча команда телешоу «Агенти Щ.И.Т.» мала намір включити М.ЕЧ., але студія Marvel не отримала дозволу. 
Він з'явився в серіалі Disney+ «Локі».

### Бойові собаки
Бойові собаки — сплячі агенти, відповідальні за таємні операції та збір розвідданих для Ваканди. Вони мають татуювання на губах, щоб ідентифікувати себе, коли їм це підкажуть. У 1992 році король Т'Чака відвідав свого брата Н'Джобу в Окленді, штат Каліфорнія, де він перебував як бойовий собака. Виявивши, що він послав Зурі шпигувати за ним, Т'Чака попросив дізнатися, чому Н'Джобу допоміг торговцю зброєю на чорному ринку Уліссу Клау вкрасти схованку вібранію з Ваканди, перш ніж убити його, щоб врятувати життя Зурі. У 2016 році членкиня Бойових собак Накія врятована Т'Чаллою і Окоє у час проведення місії в Нігерії, і приймається назад у Ваканду для участі в похоронах Т'Чаки. Пізніше, після того, як Н'Джадака зійшов на вакандійський трон, він наказує В'Кабі доставити вібраній бойовим псам, які дислокуються по всьому світу, але деякі протистояли йому.

### Світова Рада Безпеки
Світова Рада Безпеки – це міжнародна рада, утворена політиками з деяких із наймогутніших країн світу, які виконують функції нагляду за Щ.И.Т.. Його заявленими цілями є сприяння співпраці в галузі міжнародного права, міжнародної безпеки, економічного розвитку, соціального прогресу, прав людини та досягнення миру у всьому світі.
Він з'явився у фільмах «Месники» і «Капітан Америка: Зимовий солдат».

## Інші

### Айнгер'яр
Айнгер'яр — це армія Асґарду, яка служила на трону Асґарда з часів Бора. Упродовж тисячоліть, вони боролися з Темними Ельфами, в Льодяними велетнями, і мародери, а також Гелою і силами Таноса. Їхнім нинішнім лідером є Тор.
Вони з'явилися у фільмах «Тор», «Тор: Царство темрями», «Тор: Раґнарок» і «Месники: Завершення»; а також серіал Disney+ «А що як...?».

### Майстри містичних мистецтв
Майстри містичних мистецтв — це орден чаклунів, присвячений захисту світу від містичних загроз. Вони виникли за часів Агамотто і протягом століть набули нинішньої форми. Відомі нинішні і колишні члени включають Стівен Дивно, Вонг, в стародавньому, Карл Mordo, Kaecilius, Джонатан Pangborn, Даніель Drumm, Хамір, Тіна Мінор і Сол Раму.
Вони знялися у фільмах «Доктор Стрендж», «Месники: Війна нескінченності» та «Месники: Завершення».

### Управління часовими змінами

Логотип Time Disiance Authority

Управління часовими змінами (англ. Time Variance Authority), більш відома за своїм ініціалізмом УЧЗ (англ. TVA), є організацією, створеною Тим, хто залишився (варіант Канґа Завойовника), яка відстежує різні часові лінії мультивсесвіту, включаючи збереження Священного часоряду. В альтернативному 2012 році, створеному Месниками Time Heist, Локі втік із вежі Старка з Тесерактом після його поразки, що змусило УЧЗ взяти його під варту. До її складу входять Равона Ренслеєр, Мисливиця B-15, Мобіус М. Мобіус, Мисливиця C-20 та різні Minutemen. Пізніше Сільві розкриває Локі, що всі агенти УЧЗ є варіантами, взятими з різних часів. Готель Atlanta Marriott Marquis був використаний для зображення штаб-квартири УЧЗ.